# Periodo (musica)
Il periodo è una suddivisione metrica del pezzo musicale. È composto da due o tre frasi musicali, pertanto si sviluppa in 8 o 12 battute, le frasi vengono chiamate rispettivamente antecedente e conseguente, e si conclude con una cadenza.
Il periodo con due frasi è chiamato binario, quello a tre ternario.
Il periodo musicale di 2 frasi è generalmente composto da 8 oppure da 16 battute. Nel primo caso è costituito da due frasi di 4 battute, nel secondo da due frasi di 8 battute; per esempio, nella melodia dell'Inno alla gioia di Beethoven, il periodo è costituito da 8 battute, composto da due frasi musicali di 4 battute ciascuna. All'interno del periodo musicale la prima frase ha carattere di proposta, mentre la seconda di risposta. Questa caratteristica si accentua quando la prima frase termina con la cadenza sospesa (V grado) e la seconda con la cadenza perfetta.